# La Serra (Pla d'Urgell)
La Serra és una lleugera elevació de 50 metres que domina la comarca del Pla d'Urgell. Està situada entre els termes municipals de Mollerussa, Miralcamp, Torregrossa i Sidamon i Fondarella.
La massa té forma d'altiplà, de manera que, com a la zona alta, segueix una superfície plana i regular. Destaca la Fita alta, que es considera el punt més alt de tota la zona, amb una altitud de 289,2 metres sobre el nivell del mar. S'hi pot pujar en cotxe, i hi ha situat un repetidor de telecomunicacions al seu extrem superior.

## Instal·lacions
Sobre la zona, La Serra està plena de basses de reg, i un complex sistema de séquies. Cal destacar la situació d'una antiga pedrera, avui abandonada, que es fa servir com a pista de motocross. També, dins del terme municipal de Mollerussa, en la zona més alta, hi ha un aeròdrom de vol ultralleuger que consta de tres pistes de 400, 300 i 200 metres de longitud. Les pistes són de sorra, i l'aeròdrom consta de bar, hangar i gasolinera per a les aeronaus.
En el terme municipal de Mollerussa hi ha també el parc de La Serra on, a més a més, s'hi situa una pista d'atletisme de sis carrils; l'IES La Serra i una pista de curses de motor sense asfaltar.

## Cultura
L'any 2011, el grup de música La Pegatina, de Montcada i Reixac, va gravar un videoclip a la zona. Aquest indret és conegut a la rodalia per ser un important espai de lleure en la comarca, on moltes famílies hi van a dinar, i sobretot també per l'acampada i festival de música de Mollerussa, celebrat durant la nit de Pasqua entre els anys 1995 i 2010 i conegut com a "Mollerussa mona mour".

## Arqueologia
Al terme municipal de Sidamon s'hi troba el jaciment ibèric del Tossal de les Tenalles, i una petita fortificació de la Guerra Civil.